# Annibale e la vestale
Annibale e la vestale (Jupiter's Darling) è un film del 1955 diretto da George Sidney e interpretato da Esther Williams e Howard Keel. A fianco dei due protagonisti, i ballerini Marge Champion e Gower Champion (marito e moglie nella vita reale) che si esibiscono negli spettacolari balletti coreografati da Hermes Pan.
Il film, rifacimento di una precedente versione cinematografica dal titolo La vita privata di Elena di Troia diretta da Alexander Korda, è tratto dalla commedia The Road to Rome, primo lavoro di Robert E. Sherwood messo in scena a Broadway. Debuttò il 31 gennaio 1927 e restò in scena fino al gennaio dell'anno successivo per venire ripresa nel maggio del 1928 fino al giugno 1929.

## Produzione
Il film fu prodotto dalla Metro-Goldwyn-Mayer. Venne girato in California agli studios della MGM al 10202 di W. Washington Blvd. a Culver City e al Sky Valley Ranch, a Santa Susana Mountains. Altre riprese vennero fatte in Florida a Ocala a Silver Springs - 5656 E. Silver Springs Boulevard e a Wewahitchka.

## Distribuzione
Distribuito dalla Metro-Goldwyn-Mayer, il film uscì nelle sale cinematografiche USA il 18 febbraio 1955, dopo essere stato presentato in prima a Milwaukee il 10 febbraio e a New York il 17 febbraio 1955.

## Incassi
Stando alla MGM, il film ha incassato $1,493,000 negli Stati Uniti e nel Canada e $1,027,000 nel resto del mondo, con il risultato di una perdita di $2,232,000 rispetto al budget di $3,337,000.

## Critica
Leo Pestelli sulle pagine de La Stampa scrisse che "in quanto a satira, il film è un'occasione perduta, mancando di spirito e di punta".